# Citeris

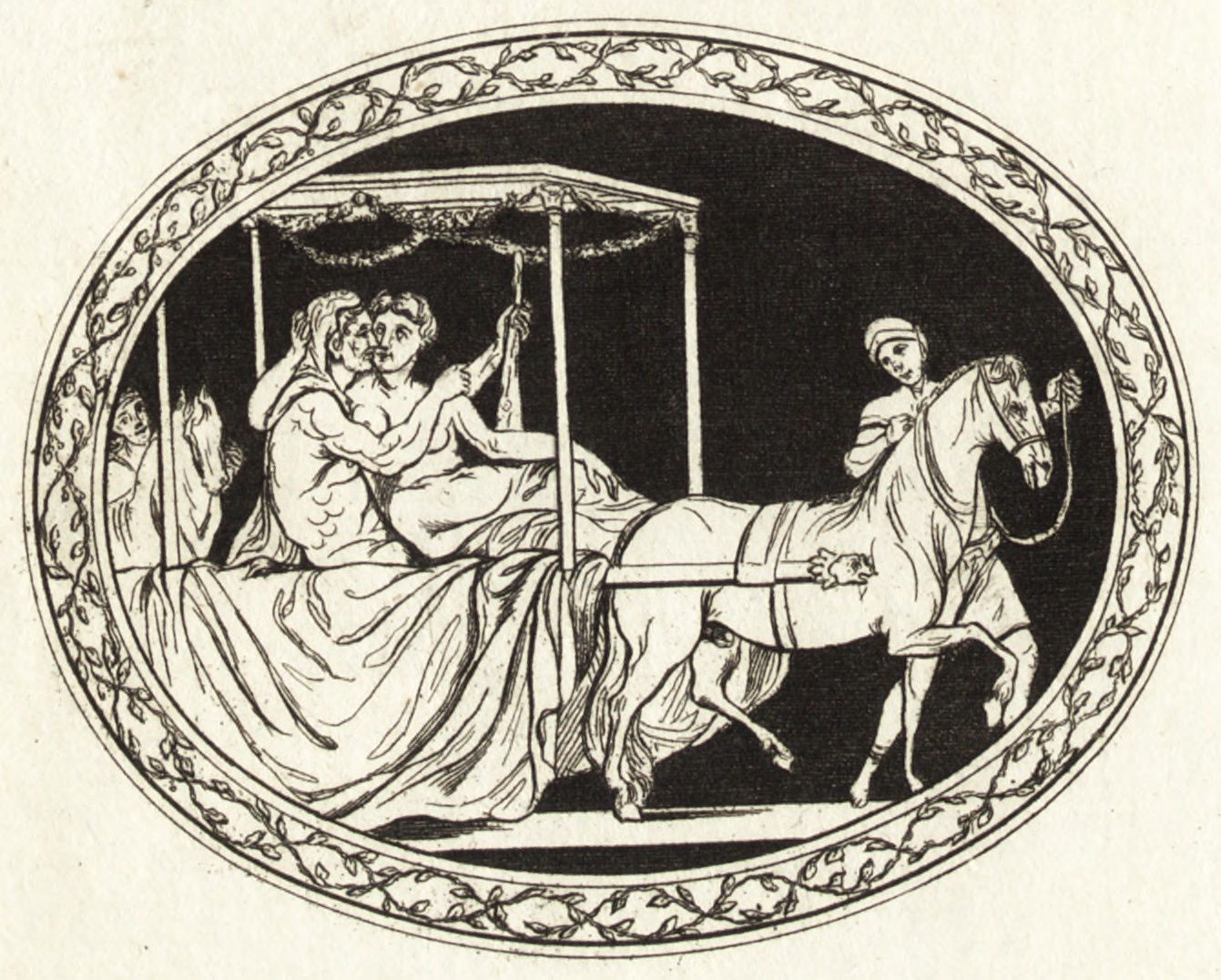
Representación imaginaria de Marco Antonio vestido como Hércules montando un carro con Citeris vestida como Iola. Pierre d'Hancarville, Monumens de la vie privée des douze Césars, 1782

Volumnia Citeris (fl. siglo I a. C.) fue una antigua actriz y bailarina de mima romana. Se le conoce particularmente como la amante de varios romanos famosos.
Nacida posiblemente alrededor del 70 a. C., Citeris fue originalmente una esclava de Publio Volumnio Eutrapelio pero luego se hizo liberta. Sobre los escenarios, normalmente era llamada Citeris. El nombre deriva de «Cythera», un apelativo de Afrodita. Citeris al parecer sostuvo relaciones con Bruto y con Marco Antonio (que puso fin a la relación hacia el 48 a. C. para casarse con Fulvia), que le atrajeron mucha atención en la antigua Roma de su tiempo. Se la menciona como acompañante de sus amantes aristocráticosen ocasiones sociales en las que la presencia de una cortesana no era común y su presencia fue considerada escandalosa.
Al parecer, la esposa de Cicerón le pidió en algún punto a Citeris que la ayudara a reparar la relación entre su esposo y el amante de Citeris, Marco Antonio.
El rechazo de Citeris a Cayo Cornelio Galo supuestamente sirvió como tema de la décima Égloga de Virgilio. Galo se refiere a ella en su obra bajo el nombre de Lycoris, en alusión a uno de los nombres «Lycoreus» del dios griego de la música, Apolo.
Citeris una de las pocas cortesanas romanas influyentes y libres que es mencionada por sus contemporáneos, junto con Precia y Kelidon. Se desconoce el destino de Citeris y no es mencionada en fuente alguna después de cierto tiempo.